# Liquidambar acalycina
Liquidambar acalycina là một loài thực vật có hoa trong họ Altingiaceae. Loài này được H.T. Chang miêu tả khoa học đầu tiên năm 1959.